# Povijesna mjesta Baekjea
Povijesna mjesta Baekjea (hangul: 백제역사유적지구) čini osam povijesnih mjesta kasnijeg Kraljevstva Baekje (18. pr. Kr. – 660. god.) koja je 2015. god. UNESCO upisao na popis mjesta svjetske baštine u Aziji jer predstavljaju raskrižje znatnih tehnoloških, vjerskih (budizam), kulturno-umjetničkih razmjena između drevnih istočno-azijskih kraljevstava u Koreji, Kini i Japanu. Ovih osam arheoloških nalazišta, smještena u planinskom srednjo-zapadnom dijelu Republike Koreje, datiraju od 475. do 660. godine.

## Popis lokaliteta
| Slika | Ime                                                                              | Godina      | Lokacija                         | Koordinate                                      | Odlike |
| ----- | -------------------------------------------------------------------------------- | ----------- | -------------------------------- | ----------------------------------------------- | --- |
|       | Utvrda Gongsanseong (hangul: 공산성) u Ungjinu (današnji Gongju)                 | 475.        | Gongju (Južni Chungcheong)       | 36°27′47″S 127°07′36″E / 36.46306°S 127.12667°E | Gongsanseong utvrda je planinski dvorac, osnovan tijekom Baekje razdoblja (234. – 678), dug oko 2,5 km. Glavni ulaz u kompleks su vrata Gongbukru, nakon kojih slijedi Sanseong put koji vodi preko brežuljka do Yeongeunsa, malog hrama iz 4. godine vladavine kralja Se-Jo-a. Ispred hrama su paviljoni Manharu i Yeonji. |
|       | Nekropola Songsan-ri (hangul: 무령왕릉)                                          | oko 523.    | Gongju (Južni Chungcheong)       | 36°27′47″S 127°07′36″E / 36.46306°S 127.12667°E | Songsan-ri grobnice sadrže grobove kraljeva iz razdoblja kada je prijestolnic Baekjea bio Gongju, a vjeruje se da sadrži 10 takvih grobova. Samo sedam grobova je dosad otkriveno. Najveća atrakcija Songsan-ri-ja je zidna slika na grobu br. 6., to je jedina umjetnost te vrste na svijetu, sastavljena od načina kako su postavljene opeke za stvaranje zida. Grobnica je u obliku dugog tunela, a gornji dio je zaobljen poput kupole prikazujući zmajevea koji bljuju vatru na grob. Najpoznatija grobnica je ona kralja Muryeonga (7. grobnica), 25. kralja Baekjea, i njegove kraljice. U njoj je pronađeno 108 vrsta artefakata, ukupno 2.906 predmeta zajedno, od kojih je njih 12 označeno kao nacionalno blago. Danas, svi izloženi u Nacionalnom muzeju u Gongju. |
|       | Utvrda Busosanseong i Upravne zgrade Gwanbuk-ri u Buyeou (관북리유적과 부소산성) | oko 538.    | Buyeo, Južni Chungcheong         | 27°48′42″N 106°49′01″E / 27.81167°N 106.81694°E | Utvrda od blata i kamena se na vrhu planine Busosan (106 m nadmorske visine) u sjevernom dijelu Buyeoa. Vjeruje se da je izgrađena oko 538. godine (16. godina vladavine kralja Seongwanga) kako bi zaštitio prijestolnicu Sabi (sada Buyeo). Neki dijelovi utvrde su rekonstruirani tijekom Jedinstvenog Kraljevstva Sila (676. – 935.) i modificirani opet za Kraljevstva Goryeo (918. – 1392.) i Joseon razdoblja (1392. – 1910.). |
|       | Hram Jeongnimsa (부여 정림사지)                                                  |             | Buyeo, Južni Chungcheong         | 36°18′38″N 126°54′14″E / 36.31056°N 126.90389°E | Nekad poznata kao Pyeongjetap, ova granitna petokatna pagoda je jedna od te dvije sačuvane Baekje pagode. Sama pagoda je dragocjena znamenitost i s profinjenim i kreativnim značajkama, ova pagoda utjelovljuje ljepotu i eleganciju koju su imitirale pagode izgrađene u kasnijim razdobljima. |
|       | Kraljevska nekropola Neungsan-ri (부여 능산리 고분군)                            | 538. – 660. | Buyeo, Južni Chungcheong         | 36°16′55″N 126°54′45″E / 36.28194°N 126.91250°E | Neungsan-ri nekropola u neposrednoj blizini Buyeoa su drevne grobnice kraljevske dinastije Baekje od 538. – 660. kada je prijestolnica Baekjea bio Sabi (sada Buyeo). U Baekje Gobun muzeju, na ulazu u Neungsan-ri nekropolu, nalaze se modeli alata i presjeci minijaturnih grobnica, uključujući kamene tumule iz Hanseong doba, kao i one otkrivene u Buyeou |
|       | Zidine Naseong utvrde (부여 나성)                                                | oko 538.    | Buyeo, Južni Chungcheong         | 27°48′42″N 106°49′01″E / 27.81167°N 106.81694°E | Vanjske zidine drevne prijestolnice Sabi (današnji Buyeo) duge su 84 km a započinju gdje su se nalazila Dongmun (Istočna vrata), na području rijeke Geumgang rijeke. Sačuvani sui tek neki dijelovi, uključujući 20m istočno od područja utvrde Cheongsanseong, Dongmun most od Seokmok-rija i područje od Pilseobong vrha do Yeomchang-rija. Vanjski zid je strm dok je s druge strane, unutarnji zid, nježno nagnut kako bi se konjanici mogli uspeti na zidine. Unutar zidina danas se nalaze utvrde, palače Baekje, vladini uredi, kuće, hramovi, trgovine i zaštitni objekti. |
|       | Kraljevska palača Wanggung-ri (왕궁리) u Iksanu                                  | oko 602.    | Iksan, Pokrajina sjeverna Jeolla | 35°56′38″N 126°57′16″E / 35.94389°N 126.95444°E | Petokatna kamena pagoda hrama Mireuksaji je najznamenitiji spomenik palače Wanggung-ri. U njoj je pronađen kraljevski zlatni nakit koji se danas čuva u Mireuksaji muzeju, a zbog kojega se u gradu (poznat i kao „Grad nakita”) održava i veliki festival zlatarstva. |
|       | Hram Mireuksa u Iksanu (익산 미륵사지)                                           | oko 602.    | Iksan, Pokrajina sjeverna Jeolla | 36°01′19″N 127°03′10″E / 36.02194°N 127.05278°E | Hram Mireuksa se sastojao od drvene pagode okružene s dvije kamene, te puta koji je vodio od glavnog ulaza do ograđenog kompleksa. Sve pagode su bile u nizu od istoka ka zapadu i sve su imale dvoranu na svojoj sjevernoj strani. Sačuvana kamena pagoda hrama Mireuksa je najstarija i najveća pagoda iz Baekje razdoblja, kao i u cijeloj Koreji. Ovu devetokatnu pagodu na mjestu jezera koje je dao isušiti kralj Mu (vl. 600. – 641.), navodno je izgradio majstor Abiji. |

## Vanjske poveznice
- Službena stranica utvrde  Arhivirana inačica izvorne stranice od 8. svibnja 2013. (Wayback Machine) (engl.)
- Asian Historical Architecture profile of Hwaseong fortress (engl.)
- Panografije 360°  Arhivirana inačica izvorne stranice od 27. svibnja 2012. (Wayback Machine) na Patrimonium-mundi.org